# Король (альбом)
| Оценки критиков | Оценки критиков |
| Источник        | Оценка          |
| --------------- | --------------- |
| InterMedia      | 5,5/10          |

«Король» — дебютный студийный альбом Давы, выпущенный 24 июля 2020 года на российском подразделении лейбла Atlantic Records. Состоит из десяти треков общей длительностью 22 минуты и 3 секунды. В альбоме приняли участие как гостевые исполнители группы «Руки Вверх!» и «Хлеб», Валя Карнавал и Серёга. Спустя 12 часов после выпуска альбома количество его прослушиваний «ВКонтакте» насчитывало полтора миллиона. Российский музыкальный критик Алексей Мажаев оценил релиз на 5,5 из 10.

## Список композиций
| №                   | Название                                | Длительность |
| ------------------- | --------------------------------------- | ------------ |
| 1.                  | «Зайка»                                 | 1:55         |
| 2.                  | «Затулинка»                             | 2:05         |
| 3.                  | «Крошка моя» (при уч. Руки Вверх)       | 2:17         |
| 4.                  | «Раздал долги»                          | 1:48         |
| 5.                  | «Мужики танцуют тверк» (при уч. «Хлеб») | 2:47         |
| 6.                  | «Achki ot Guchchi»                      | 2:05         |
| 7.                  | «Ну и что?» (при уч. Вали Карнавал)     | 2:26         |
| 8.                  | «Король»                                | 2:01         |
| 9.                  | «Деньги меня не меняют»                 | 2:07         |
| 10.                 | «Чёрный бумер» (при уч. Серёги)         | 2:32         |
| Общая длительность: | Общая длительность:                     | 22:03        |